# Ischioplites salomonum
Ischioplites salomonum là một loài bọ cánh cứng trong họ Cerambycidae.